# فولرتن (نبراسکا)
فولرتن(به انگلیسی: Fullerton) شهری در ایالت نبراسکا کشور ایالات متحده آمریکا است که جمعیت آن در سرشماری سال ۲۰۱۰ میلادی، ۱٬۳۰۷ نفر بوده‌است.